# Lendusylvietta
Die Lendusylvietta (Sylvietta chapini) ist eine kaum erforschte Vogelart der Gattung der Sylviettas (Sylvietta) aus der Familie Macrosphenidae. Sie ist nur von drei Exemplaren bekannt, die 1941 und 1942 vom belgischen Entomologen Jean-Marie Vrydagh (1905–1962) in den Wäldern von Nioka und Djugu auf dem Lendu-Plateau in Belgisch-Kongo (heute Demokratische Republik Kongo) gesammelt wurden. Das Artepitheton ehrt den US-amerikanischen Ornithologen James Paul Chapin.

## Merkmale
Die Körperlänge beträgt 9 cm. Beim Altvogel sind der Oberkopf, die Kopfseiten und der Hals lebhaft kastanienbraun. Der Mantel ist schwarz-bräunlich. Die übrige Oberseite ist olivgrün. Die Schwungfedern sind braun mit auffälligen hell gelblich-grünen Fransen. Kinn, Kehle und die Mittellinie des Bauches sind weiß. Die übrige Unterseite ist braungrau. Die Unterflügeldecken, die Unterschwanzdecken und die Oberschenkel sind zitronengelb. Der Unterschwanz ist braun. Der Schnabel ist graurosa oder fleischfarben, dunkler oder bräunlicher an der Unterseite. Die Iris ist hellbraun oder kastanienfarben. Die Beine sind graurosa bis fleischfarben. Verglichen mit der nahe verwandten Weißbrauen-Sylvietta (Sylvietta leucophrys) verläuft die kastanienbraune Färbung des Oberkopfes bis zum Gesicht, der Augenstreif fehlt bei der Lendusylvietta und der Bauch ist gelblich-braungrau verwaschen. Die Jungvögel sind unbeschrieben.

## Lebensraum und Lebensweise
Nach Angaben von Jean Marie Vrydagh kam die Lendusylvietta 1942 noch häufig in den Galeriewäldern des Lendu-Plateaus vor. Sie bewohnt das dichte Unterholz und ernährt sich von Insekten. Mehr ist über ihre Lebensweise nicht bekannt.

## Status
Die Lendusylvietta wurde erstmals 1988 in der Kategorie „nicht gefährdet“ (least concern) in die IUCN Red List aufgenommen. 2006 wurde sie von Lincoln D. C. Fishpool und Nigel Collar als Unterart der Weißbrauen-Sylvietta (Sylvietta leucophrys) klassifiziert. Daraufhin wurde sie 2007 von der IUCN Red List gestrichen. 2016 wurde sie erneut in den Artstatus erhoben und von der IUCN in die Kategorie „vom Aussterben bedroht“ (critically endangered) klassifiziert. Der Bestand wird auf weniger als 50 Exemplare geschätzt. Die Autoren Julian Pender Hume und Michael Walters vermuten hingegen, dass diese Art möglicherweise bereits ausgestorben ist, da sie seit 1942 nicht mehr gesichtet und ihr Lebensraum fast vollständig entwaldet wurde. 1993 und 1994 begab sich der Ornithologe Tommy Pedersen auf eine Suchexpedition nach der Lendusylvietta. Beim Überfliegen des Lendu-Plateaus stellte er fest, dass nur etwa 20 ha Wald vorhanden waren. Die Lendusylvietta konnte er dabei nicht wiederentdecken, dafür jedoch eine andere verschollen geglaubte Vogelart, den Prigoginebülbül (Chlorocichla prigoginei) im Jahr 1994.